# Interny
Interny (russ. Интерны, auf Deutsch Praktikanten (im Krankenhaus)) ist eine russische Krankenhaus-Comedy-Serie, die seit März 2010 im russischen Fernsehsender TNT ausgestrahlt wird.

## Handlung
In der Serie handelt es sich um vier junge Medizinstudenten, die nach Abschluss ihres Studiums ihre Aspirantur in der Therapieabteilung eines Moskauer Krankenhauses absolvieren. Dabei werden sie vor allem Opfer der Schikanen und Sticheleien des zynischen Oberarztes Andrej Jewgenjewitsch Bykow (gespielt von Iwan Ochlobystin) und bekommen einen Einblick in die Intrigen des Krankenhausalltags. Ständig geraten die beruflich unerfahrenen Medizinstudenten in peinliche Situationen.
Der Drehbuchautor dieser Fernsehserie ist Wjatscheslaw Zarlykanowitsch Dusmuchametow, der selbst Medizin studiert hat. Nach seinem Medizinstudium hat Dusmuchametow selbst die Aspirantur in einer Therapieabteilung eines Krankenhauses gemacht.

## Besetzung

### Hauptrollen
- Andrej Jewgenjewitsch Bykow (Iwan Ochlobystin) ist der leitende Oberarzt der Therapieabteilung und Ausbilder der vier Praktikanten. Bykow ist ein talentierter Arzt und genießt im gesamten Krankenhaus ein hohes Ansehen. Er ist ein Arzt mit einem außerordentlich guten Sinn für Humor, zeichnet sich aber auch durch seine Sturheit, Selbstverliebtheit und Kompromisslosigkeit aus. Des Weiteren ist Bykow enorm zynisch und sogar sarkastisch. Charakteristisch für Bykow ist auch seine Sprechstörung. Er leidet an Dyslalie und kann deshalb den Buchstaben R, der im Russischen gerollt wird, nicht richtig aussprechen. Seinen Praktikanten stellt Bykow oft Fallen, damit sie in peinliche Situationen geraten. Dies erklärt er damit, dass dies „pädagogische Maßnahmen“ seien. Seine Kritik an der Arbeit seiner Praktikanten fällt oft ziemlich hart aus. Praktikanten, die im Alltag besonders negativ auffallen, verdonnert er gerne zur Nachtschicht. Bykow, der in seiner Jugend ein Rocker war, kommt ursprünglich aus Sankt Petersburg, ist geschieden und hat eine Tochter namens Alissa, die in der dritten und vierten Staffel eine Gastrolle spielt. Andrej Jewgenjewitsch Bykow hat eine Affäre mit der Chefärztin Anastasija Konstantinowna Kisegatsch. Bykows liebstes Hobby, dem er privat nachgeht, sind Computerspiele, insbesondere Fußballsimulationen. In der Folge Nr. 140 hatte Bykow einen schweren Motorradunfall, nachdem er sich betrunken ans Steuer gesetzt hat.

- Die Praktikanten:

- Semjon Semjonowitsch Lobanow (Alexander Iljin) ist ein einfach gestrickter, kumpelhafter junger Mann, der in der Russischen Armee gedient hat. Während seines Medizinstudiums hat er beim Rettungsdienst gearbeitet und denkt deshalb, er sei erfahren genug, um Arzt zu sein. Seine Leistungen im Medizinstudium waren allerdings äußerst bescheiden. Auch sonst hat Lobanow eine sehr hohe Meinung von sich. Aufgrund dessen gerät er oft in die peinlichsten Situationen. Lobanow ist ständig unausgeschlafen und klagt über Geldmangel. Er stürzt sich gerne in diverse Abenteuer und Intrigen, die ihm aufgrund seiner Engstirnigkeit jedoch oft zum Verhängnis werden. Lobanow präsentiert sich oft als aggressiver Draufgänger, der Konflikte nicht mit Worten, sondern mit Fäusten löst. Dementsprechend hat er eine recht grobe Herangehensweise an seine Patienten. Außerdem wird ihm Grobheit und Trägheit nachgesagt. Er ist leidenschaftlicher Raucher und Trinker. Bis zur zweiten Staffel war er noch mit seiner Ehefrau Olga Lobanowa, einer sehr ehrgeizigen und talentierten Juristin, verheiratet. Seine Ehefrau reichte jedoch die Scheidung ein, weil ihr Mann keine Kinder mit ihr wollte. Infolge der Trennung von seiner Frau wohnte Lobanow eine Zeitlang im Krankenhaus, bis er mit seinem Freund und Praktikantenkollegen Gleb Romanenko in eine WG zog. In der fünften Staffel verliebte sich Semjon Lobanow in die schöne Psychiaterin Irina Schemjakowa. Sie waren zeitweise ein Paar. Doch Irina trennte sich von Semjon, weil sie der Meinung war, dass er noch Gefühle für seine Ex-Frau Olga habe. Semjon hat tatsächlich wieder Gefühle für seine Ex-Frau bekommen und versucht, ihre Liebe zurückzugewinnen, obwohl sie mit seinem Kollegen Phil Richards liiert ist. Schließlich konnte Semjon eine zweite Chance bei seiner Ex-Frau erkämpfen und kam wieder mit ihr zusammen. Doch die Beziehung ging nach nur zwei Tagen wieder in die Brüche.

- Gleb Wiktorowitsch Romanenko (Ilja Glinnikow) ist der Sohn der Chefärztin Anastasija Konstantinowna Kisegatsch. Deshalb ist er der Meinung, dass er sich für sein Praktikum nicht allzu sehr anstrengen müsse, weil seine Mutter alles für ihn regeln wird. Das Medizinstudium hat Romanenko nur seiner Mutter zuliebe gemacht. Romanenko, der ohne seinen Vater aufgewachsen ist, wird von seiner Mutter verwöhnt. Er besucht gerne teure Discotheken (obwohl er Alkohol schlecht verträgt) und fährt einen nagelneuen, schwarzen Range Rover. Gleb Romanenko ist ein charmant-höflicher Frauenheld und hatte während der ersten und zweiten Staffel eine Liebesbeziehung mit seiner Praktikantenkollegin Warwara Nikolajewna Tschjernouss. Diese machte jedoch mit ihm Schluss, weil er sie fortlaufend angelogen hat. In der dritten Staffel hatte er eine Liaison mit Alissa, der Tochter des Oberarztes Bykow. Romanenko lebt in den Tag hinein und ist mit seinem Leben voll zufrieden. Er ist mit Semjon Lobanow gut befreundet, mit dem er ab der vierten Staffel in einer WG lebt. Mit Oberarzt Bykow gerät er ziemlich oft aneinander. Bykow würde Romanenko liebend gerne rauswerfen, kann dies aber nicht tun, da seine Mutter, die Chefärztin, blauäugig hinter ihrem Sohn steht. In der vierten Staffel kam Gleb kurzzeitig mit seiner Ex-Freundin Warwara zusammen, weil er glaubte, sie sei schwanger von ihm. Als er erfuhr, dass dem nicht so ist, trennte er sich von Warwara.

- Warwara Nikolajewna Tschjernouss (Kristina Asmus) ist der einzige weibliche Praktikant. Sie ist naiv, gutgläubig und hasst Ungerechtigkeit. An ihre Aufgaben geht sie mit der nötigen Seriosität an, ist aber manchmal etwas übereifrig, was zu ihrem Nachteil geht. Sie versucht immer eine Beziehung zu ihren Patienten aufzubauen, da dies ihrer Meinung nach zur Genesung unbedingt dazugehört. Tschjernouss versucht jedem zu helfen, vergisst sich dabei aber oft selbst. Sie war zeitweise mit Gleb Wiktorowitsch Romanenko liiert. In der dritten Staffel war sie in Oberarzt Bykow verliebt. Ende der vierten Staffel schlief sie mit ihrem Ex-Freund Gleb Romanenko. Während Warwara wieder Gefühle für Gleb entwickelte, war es für Gleb nur ein One-Night-Stand. Danach behauptete Warwara, schwanger von Gleb zu sein, um wieder mit ihm zusammenzukommen. Zwar kamen die beiden so wieder zusammen, aber Warwara schaffte es nicht, Gleb ihre Scheinschwangerschaft zu gestehen. Als sie es Gleb auf Biegen und Brechen doch gestand, trennte er sich von ihr.

- Phil Richards (Odin Lund Biron) ist ein neuer Praktikant, der in der Folge Nr. 67 (vierte Staffel) dazukommt. Phil Richards ist ein US-Amerikaner, spricht aber fließend Russisch, weil seine Mutter Russin ist. Er war vorher am Plainsboro-Teaching Hospital (bekannt aus der Fernsehserie Dr. House) als Praktikant tätig, in dem der ehemalige Praktikant Boris Arkadjewitsch Lewin seinen Auslandsaufenthalt macht. Richards entschloss sich zu einem Auslandsaufenthalt in Russland. Chefärztin Anastasia Kisegatsch hat den jungen Amerikaner eingestellt, ohne Oberarzt Bykow zu fragen, weil dieser damit ohnehin nicht einverstanden wäre. Entsprechend negativ wird der neue Praktikant von Oberarzt Bykow behandelt (einer der ersten Sätze, die Bykow zu Richards gesagt hat, lautete: „Geh in die Stadt, kauf dir eine Uschanka, eine Matrjoschka und eine Flasche Wodka und dann nimm den nächsten Flieger zurück nach Amerika. Yankee Go Home!“). Phil Richards fällt als ein selbstbewusster und fröhlicher Mensch auf, der manchmal jedoch auch zu Naivität neigt. In der Folge Nr. 89 wurde bekannt, dass Phil Richards von einem homosexuellen Elternpaar großgezogen wurde. Während Phil sehr offen damit umgeht, machen sowohl seine Kollegen als auch sein Vorgesetzter Bykow Witze darüber. Ab Folge Nr. 107 war Phil mit Olga Lobanowa, der Ex-Frau von Semjon Lobanow, liiert. Kurze Zeit später trennten sich die beiden freundschaftlich.

- Iwan Natanowitsch Kupitman (Wadim Demtschjog) ist ein Venerologe und Leiter seiner Abteilung. Er ist jüdischer Abstammung, worüber Oberarzt Bykow, mit dem er gut befreundet ist, gerne witzelt. Kupitman selbst spielt aber gerne auf die nicht-jüdische Herkunft der anderen an (Zitat: Warum müssen diese Slawen alles so unendlich kompliziert machen?! in Anspielung auf seine Kollegen). Allerdings hat Kupitman ein ernsthaftes Alkoholproblem. Sein Lieblingsgetränk, für das er alles hergeben würde, ist „guter, französischer Cognac“. Manchmal verschwindet er für einige Tage im Archiv des Krankenhauses und veranstaltet dort ein Trinkgelage. Jedoch genießt Kupitman trotz alledem einen guten Ruf im Krankenhaus. Seine Kollegen wenden sich gerne bei Problemen an ihn. Kupitman liebt schöne, junge Frauen. Er war dreimal verheiratet, jede Ehe wurde nach nur wenigen Jahren geschieden.

- Anastasija Konstantinowna Kisegatsch (Swetlana Kamynina) ist Chefärztin und Mutter des Praktikanten Gleb Romanenko. Anastasija Kisegatsch zeigt sich sehr führungsstark, fällt ihre Entscheidung jedoch zu emotional. Sie hat jedoch ein außerordentliches Talent dafür, sich aus schwierigen Situationen herauszuwinden. Sie hat eine ausdauernde Affäre mit Oberarzt Bykow, obwohl er sie oft ziemlich verärgert mit seiner zynischen Art. Bykow nennt sie immer liebevoll Nastja. In der vierten Staffel lebte Anastasija mit ihrem neuen Freund Anton zusammen, was Bykow gar nicht gefallen hat. Nach zwei Monaten trennte er sich von ihr. Der Grund war, dass Anastasija sich trotz ihres neuen Freundes sehr zu Bykow hingezogen fühlte.

- Ljubow Michailowna Skrjabina (Swetlana Permjakowa), oft Ljuba genannt, ist die Oberkrankenschwester der Therapieabteilung. Sie ist erfahren und erfüllt ihren Job gut. Außerdem ist sie immer auf dem neusten Stand und für jeden Klatsch und Tratsch zu haben. Im Laufe der Serie hatte sie eine längere Affäre mit dem Praktikanten Boris Levin. Man erfährt, dass sie früher in den Oberarzt Bykow verliebt war.

### Nebenrollen
- Olga Lobanowa (Tatjana Ljannik) – Ex-Ehefrau von Semjon Lobanow und eine ehrgeizige Juristin und Ökonomin. Am Ende der zweiten Staffel reichte sie die Scheidung von ihrem Ehemann ein. In der Folge Nr. 105 bietet ihr Chefärztin Anastasia Kisegatsch eine Stelle als Buchhalterin in dem Krankenhaus an, in dem auch ihr Ex-Ehemann Semjon arbeitet. Später verliebte sich Olga Lobanowa ausgerechnet in Phil Richards, den Kollegen ihres früheren Ehemannes. Sie hielten ihre Beziehung zunächst geheim, doch seit Mitte der dritten Staffel waren sie offiziell ein Paar, was Semjon Lobanow gar nicht gefällt. Kurze Zeit später trennten sie sich freundschaftlich.
- Galja (Elena Surkowa) – Krankenschwester.
- Irina Witaljewna Schemjakowa (Lidija Arefjewa) – Leiterin der Psychiatrischen Abteilung. Ex-Freundin von Semjon Lobanow. Schemjakowa tauchte zu Beginn der fünften Staffel auf, als sie mit dem ihr bisher unbekannten Semjon Lobanow aufgrund einer Lappalie in Streit geriet und dieser anschließend bei ihr eine Sitzung machen musste, weil ihn Bykow dazu verdonnert hat. Lobanow hat sich in Schemjakowa verliebt. Schemjakowa hatte erst große Angst vor dem aus ihrer Sicht psychisch gestörten Lobanow und wollte nichts mit ihm zu tun haben. Im Verlauf der fünften Staffel bekam sie jedoch Interesse an ihm, da „seine aufbrausende Art gepaart mit seinen infantilen Zügen“ durchaus anziehend seien. Von Folge Nr. 95 bis Folge Nr. 107 war sie mit ihm liiert. Sie machte mit Semjon Lobanow Schluss, weil sie meinte, dass er noch Gefühle für seine Ex-Ehefrau habe.
- Iwanytsch (Eduard Ablam) – Elektriker im Krankenhaus. Er ist arbeitsscheu und hat eine besondere Vorliebe für alkoholische Getränke. Er hat ein Auge auf Chefkrankenschwester Ljuba geworfen.
- Marina Alexandrowna (Ljudmila Tschursina) – Mutter von Chefärztin Anastasia Kisegatsch. Sie ist auf Oberarzt Bykow, mit dem ihre Tochter liiert ist, nicht gut zu sprechen.
- Dawid Taimurasowitsch (Wadim Zallati) – Oberarzt und Leiter der anästhesiologischen Abteilung. Er ist ossetischer Herkunft.

### Ehemalige Charaktere
- Der ehemalige Praktikant Boris Arkadjewitsch Lewin (Dmitri Scharakois) hat sein Medizinstudium mit Bestnote abgeschlossen. Lewin hält sich daher für den klügsten Praktikanten und belehrt andere gerne. Dies macht ihn nicht immer sonderlich beliebt. Er träumt davon, ein berühmter und hoch angesehener Arzt und Wissenschaftler zu werden. Lewin ist gut organisiert, zuverlässig, pünktlich und spricht alle seine „weisen Gedanken“ auf ein Diktiergerät. Er hat hervorragende theoretische Kenntnisse auf dem Bereich der Medizin und spricht sogar fließend Latein. An der praktischen Umsetzung seines Wissens hapert es jedoch manchmal. Er ist der feinfühligste Praktikant und oft wegen des Oberarztes Bykow beleidigt, weil dieser sein Talent angeblich nicht ausreichend fördert und nur zynische Sprüche ablässt. Lewin äußert sich häufig abwertend über die seiner Meinung nach „niedere“ und „anspruchslose“ Tätigkeit des Pflegepersonals. Mit der 15 Jahre älteren Oberkrankenschwester Ljubow Michailowna Skrjabina hatte er allerdings eine ausdauernde Affäre. Lewin ist ein sehr talentierter Schachspieler. Er ist extrem kurzsichtig und kann ohne Brille so gut wie nichts sehen. Am Ende der dritten Staffel verlässt Lewin das Krankenhaus, um einen einjährigen Auslandsaufenthalt am Princeton-Plainsboro Teaching Hospital (bekannt aus der Fernsehserie Dr. House) in den USA zu machen.

- Alissa Andrejewna Bykowa (Maria Pirogowa) ist die Tochter von Oberarzt Bykow. Sie lebte ursprünglich bei ihrer Mutter in Sankt Petersburg, zog aber in der dritten Staffel zu ihrem Vater nach Moskau, weil sie Ärztin werden wollte. Im Krankenhaus kam sie mit Gleb Romanenko zusammen, womit ihr Vater überhaupt nicht einverstanden war. Sie ist vom Charakter her ihrem Vater jedoch ähnlich. Sie hat Sinn für Humor und oft eine sarkastische Art. Alissa geht in Discotheken, sie raucht und trinkt gerne. Zu Beginn der vierten Staffel begann Alissa Bykowa ein Medizinstudium, was sie kurze Zeit später wieder abbrach, weil sie sich nicht mehr sicher war, ob ein Leben als Ärztin sie glücklich machen würde. In der Folge Nr. 63 geht sie zurück zu ihrer Mutter nach Sankt Petersburg.